# Hyundai Santa Fe
Hyundai Santa Fe — среднеразмерный кроссовер, созданный на платформе Hyundai Sonata. Автомобиль был назван в честь города в Нью-Мексико. В 2001 году эта модель была первым кроссовером Hyundai, выпущенным в то же время, что и Ford Escape/Mazda Tribute и Pontiac Aztek. Santa Fe был основой программы реструктуризации компании в конце 1990-х. И, несмотря на полученную критику со стороны журналистов за его невнятный вид, автомобиль пользовался успехом в Америке. Кроссовер был настолько популярен, что порой Hyundai не справлялся с обеспечением имеющегося спроса. С 2007 года Santa Fe занимает промежуточное положение между компактным внедорожником Hyundai Tucson и связанным с ним роскошным кроссовером Hyundai Veracruz (которому предшествовал Hyundai Terracan). С выходом последнего поколения существенно вырос в размерах, заменив Hyundai Santa Fe Grand. В иерархии кроссоверов компании Hyundai занимает второе место после самого крупного полноразмерного кроссовера Hyundai Palisade, представляя собой субфлагман компании.

## Первое поколение
В первый год производства, Santa Fe был предложен двумя двигателями с соответствующей трансмиссией. В Северной Америке, экономичный, хотя с недостаточной мощностью, четырёхцилиндровый двигатель объёмом 2,4 л становится стандартом и мог комплектоваться либо с 5-ступенчатой механической или 4-ступенчатой автоматической коробкой передач. Двигатель 2656 CC (2,656 л) Delta V6 предлагал больше мощности, чем двигатель с четырьмя цилиндрами, но был доступен только с автоматической коробкой передач. Передний привод шел в стандартной комплектации (с системой traction control опцией для двигателя V6), полный привод по выбору. Двигатель Common-Rail Turbo Diesel (CRTD) объёмом 2 литра был предложен за пределами Соединённых Штатов. В Австралии Santa Fe поступил в продажу в ноябре 2000 года только в одной комплектации: двигателем 2,7 л V6 соединёенным с четырёхступенчатой полуавтоматической коробкой передач. Полный привод был стандартом. Дешевые 2,4 л четырёхцилиндровые двигатели появились несколько месяцев спустя, в 2001 году, но были доступны только с механической коробкой передач. Наряду с аналогичными Ford Escape и Mazda Tribute, Santa Fe был также первым компактным кроссовером с двигателем V6.
На автомобиле постоянный полный привод с несимметричным межосевым дифференциалом, который делит крутящий момент между передними и задними колёсами в пропорции 60:40. Кроме того, дифференциал самоблокирующийся — пробуксовку прекращает встроенная в него вискомуфта. За дополнительную плату на корейских версиях устанавливался задний межколёсный дифференциал повышенного трения.

### 2002
У Santa Fe начался второй год без каких-либо изменений. Спрос на Santa Fe продолжал увеличиваться, но владельцы имели некоторые предложения по изменению для Hyundai.
Hyundai увеличил размер топливного бака с 64 до 71 литра и реорганизовал расположение значков на задней двери. Были изменены внутренняя планировка консоли и позиция часов.

### 2003
Hyundai выслушал жалобы автолюбителей по поводу отсутствия подсветки в «бардачке», недостаточной мощности и использования обычных подпорок вместо газовых стоек для капота. В 2003 году был представлен 3,5-литровый двигатель V6 в дополнение к двум другим бензиновым двигателям в Северной Америке. Больший двигатель комплектовался контролируемой компьютером системой полного привода.
Детали управления автоматической трансмиссией делались хромированными в отличие от матового стиля пластикового серебра в моделях 2001 и 2002 годов. Высококачественная звуковая система Monsoon шла в базе для среднеуровневой модели GLS и работала в паре с 6-дисковым CD-чейнджером в максимальной комплектации версии LX. Завершающие изменения в 2003 году модели были перечёркнуты весьма непопулярным зелёным цветом Pine Green, который в определённых кругах автовладельцев получил прозвище «Yucky Green». 4-цилиндровые модели в Австралии перестали продаваться ввиду отсутствия на них спроса, оставив в продаже единственную модель с двигателем 2.7 л V6 и автоматической коробкой.

### 2004
Hyundai продолжает публиковать рекордные продажи автомобиля. Ручное управление климат-контролем в базовой версии GL и средней версии GLS были пересмотрены очень незначительно. Центральный замок подтверждающе «чирикал», когда кнопка «LOCK» на пульте дистанционного управления нажималась два раза.
Радиоантенна AM/FM была перенесена со стекла заднего окна со стороны водителя на крышу в центр прямо над задней дверью.

### 2005
Santa Fe получает своё последнее изменение формы. Изменения были внесены в решетку радиатора, задние фары, задний бампер, интерьер комбинации приборов. Приборная панель была пересмотрена в спидометре, который теперь имел предел в 140 миль/ч (ранее показывал не больше 130 миль/ч). Теперь был более удобный кармашек для хранения чеков оплаты в солнцезащитном козырьке водителя. Оба козырька также получили возможность лучше блокировать солнечный свет поступающий с боков. Базовая версия больше не менялась, уступая место модели Tucson.
В Австралии все модели получили бампера в цвет кузова. Цвет «Песчаник» (Sandstone) больше не использовался в пользу малоотличимого кофейного цвета «Mocha Frost». Внутренняя отделка GL получила преимущество как это было в версии с 4-цилиндровым двигателем и ей соответствующей 5-ступенчатой механической коробки передач. 2,7-литровый V6 взял на себя обязанности базового двигателя. Подушка безопасности пассажира могла отключаться, что предотвращало от срабатывания подушки безопасности, если в сиденье никого нет (или там находился ребёнок). 3-точечные ремни безопасности были добавлены в центр заднего сиденья.

### 2006
Два цвета перестали использоваться. Это Мерло (Merlot) и Красный Каньон (Canyon Red). Редкий цвет Тёмный изумруд (Dark Emerald Green) был доступен в середине года. Однако в брошюрах он не появлялся, а заказывался исключительно дилером. Версия LX переименована в «Limited» и впервые для Santa Fe получила соответствующий знак на задней двери. Ещё одним новшеством является наличие монохроматической раскраски, это был уход от контрастного серого. Монохроматическая опция доступна только в чёрной «Limited» версии. Эти дополнения начинались от $1900, увеличивая общую стоимость автомобиля до $30000.

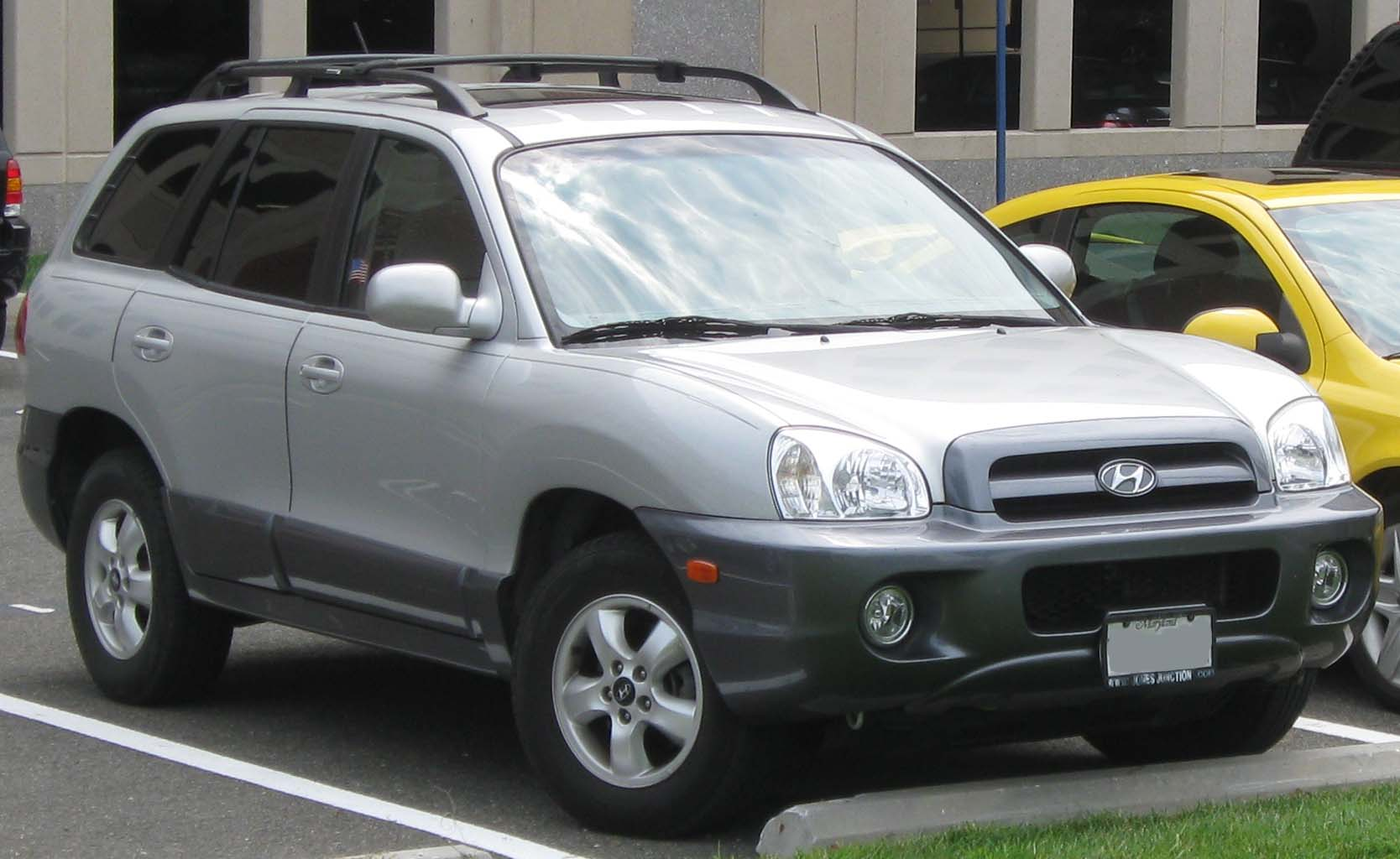
Hyundai Santa Fe,
2005—2006 годы

В Европе новая модель Santa Fe была начата в апреле как модель 2006 года, предлагая новый 2,2-литровый дизельный двигатель и обновленный 2,7-литровый бензиновый V6.

### 2007
В Корее модель снята с производства в связи с выходом нового поколения модели.

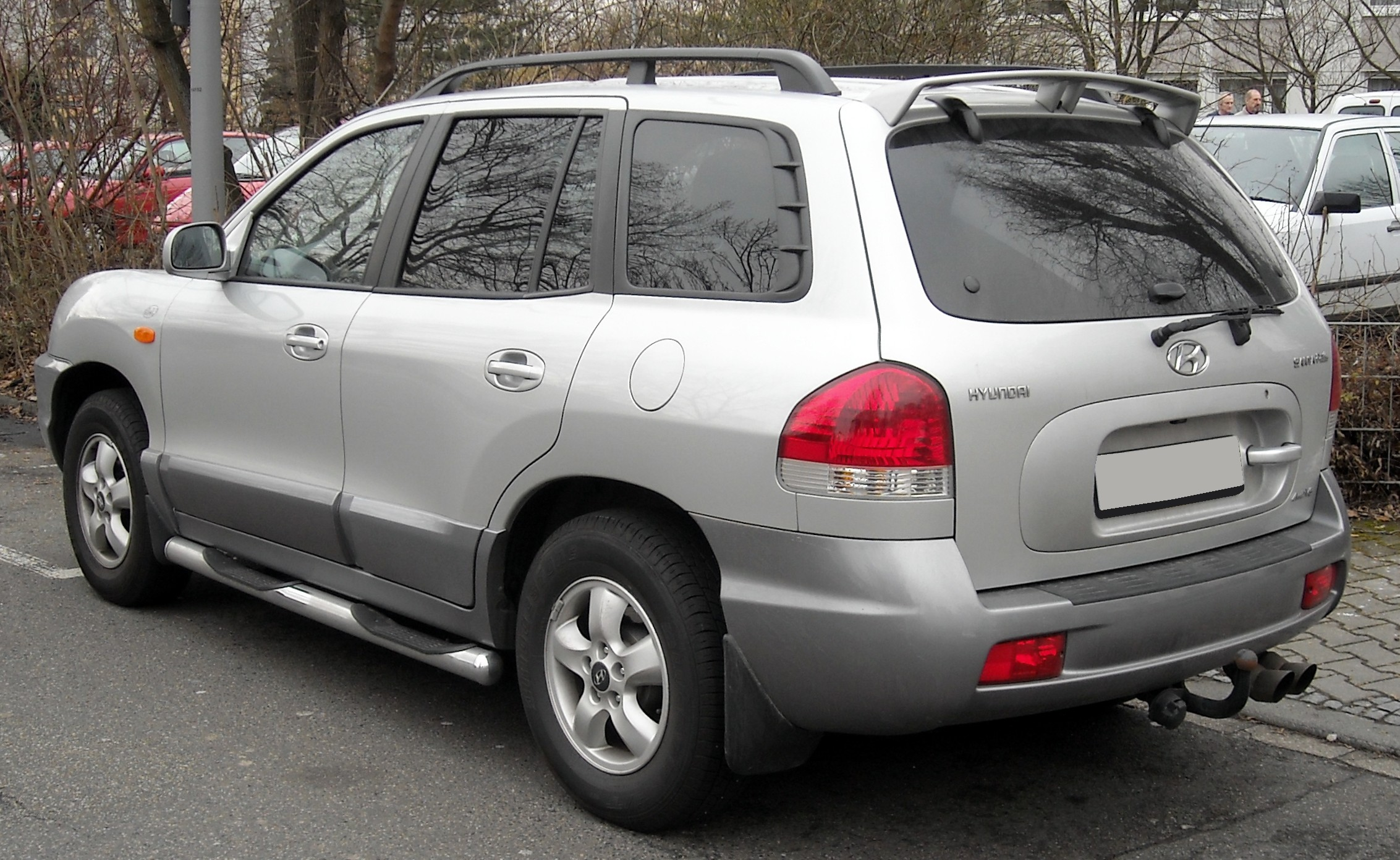
Hyundai Santa Fe первого поколения,
вид сзади

### Безопасность
| Euro NCAP                                                | Euro NCAP | Euro NCAP | Euro NCAP |
| -------------------------------------------------------- | --------- | --------- | --------- |
| Рейтинги                                                 | Пассажир  |           | 25        |
| Рейтинги                                                 | Пешеход   |           | 4         |
| Протестированная модель: Hyundai Santa Fe 2,0 GRD (2002) |           |           |           |

## Второе поколение
Следующее поколение Santa Fe дебютировало в 2006 году на Североамериканском международном автошоу. Первый серийный Santa Fe сошёл с конвейера Hyundai в городе Монтгомери, штат Алабама 18 апреля 2006 года. Он разделяет сборочную линию с текущим поколением Hyundai Sonata. Новое поколение избавляется от причудливого дизайна старого стиля в пользу более современного вида.
В Соединённых Штатах новые поколения предлагались в GLS, SE, а также «Limited» версиях. Новый Santa Fe возвращается ручная коробка передач, но только с двигателем 2656 CC (2,656 л) V6. Двигатель 3342 CC (3,342 л) V6 (такая версия того же двигателя может быть обнаружена в Hyundai Sonata) входит в стандартную комплектацию SE и Limited и поставляется только с 5-ступенчатой автоматической коробкой передач. Обе модели с 2WD и AWD с двигателем 3,3 л имеют расход топлива от 12 л/100 км в городе и 9,8 л/100 км по шоссе. Дизельный двигатель объёмом 2,2 л (недоступен в США) с 186 л. с. имеет расход в смешанном цикле из 7,2 л и в городском цикле 8,0 л Полный привод Borg-Warner Torque Management, передающий момент на колёса, имеющие лучшее сцепление с дорогой. Если передние колёса немного пробуксовывают, то задняя ось будет крутиться быстрее на 10 %. Если передние колёса начинают скользить много и/или переключатель traction control установлен на максимальную сумму крутящего момента (например, 50 %), то крутящий момент пойдёт на заднюю ось. Крен кузова в поворотах, проблема предыдущего поколения, была убрана в новом Santa Fe. Также был уменьшен шум от дороги и ветра.
Электронный контроль стабильности (ESC), боковые подушки безопасности для всех рядов сидений, контроль давления в шинах, активные подголовники передних, а также антиблокировочная система тормозов (ABS) идут в стандартной комплектации. Имеется подогрев передних стеклоочистителей, что помогает растапливать образующийся лед в областях с холодным климатом. Некоторые функции, такие как поворот стекла задней двери и облицовка нижней части кузова не были встроены в новые модели.
Интерьер был обновлен панелью управления с голубой подсветкой (в отличие от зелёного цвета, используемых в других моделей Hyundai), освещением подстаканника и качественной кожи на версии Limited. Центральное заднее сиденье поставляется с собственным подголовником и трехточечным встроенным ремнем безопасности. Держатели детского сидения так же входят в стандартную комплектацию.
В Малайзии, Hyundai Santa Fe доступна как Inokom Santa Fe. Inokom Santa Fe доступна только в CRDi 2,2-литровый турбодизель и 2,7-литровый бензиновый V6.
Силовой агрегат Hyundai Santa Fe размещен спереди поперечно. При движении по ровной сухой дороге с постоянной скоростью весь крутящий момент передается на передние колёса. При проскальзывании одного из них часть тяги (до 50 %) начинает передаваться и на задний мост. За этот процесс отвечает многодисковая фрикционная муфта, управляемая электроникой.
Водитель имеет возможность принудительного изменения распределения тяги в трансмиссии: на центральной панели слева от рулевой колонки размещена кнопка блокировки муфты — 4WD Lock.
Ещё одним способом повышения свойств автомобиля на бездорожье является возможность отключения системы динамического контроля курсовой устойчивости: клавиша ESP off размещена рядом с кнопкой 4WD Lock.
Между колёсами обеих осей крутящий момент распределяют простые симметричные (конические) дифференциалы. Наличествует система имитации блокировки дифференциалов путём работы тормозных механизмов. При проскальзывании одного из колёс оси и достижении определённой разницы между угловыми скоростями, забегающее колесо подтормаживается.

### 2008
На протяжении 2008 года были сделаны только незначительные изменения. В качестве навигационной системы предлагалась система производства LG, звуковой системой система Infinity, стеклянная крыша шла стандартом на моделях «Limited». Hyundai отказался от неметаллического белого цвета внутренней отделки в пользу жемчужного цвета.

### 2009
Имелись незначительные изменения. 16-дюймовые колёса на базовой модели GLS (спецификации для США) были сняты и заменены чёрными стальными дисками и пластиковым колпаком. Кроме того, GLS получила чёрные пластиковые зеркала заднего вида в отличие зеркал под цвет кузова топовых SE и комплектации «Limited». Это ограничение в оборудовании по слухам являлось контрмерой, чтобы компенсировать рост цен предлагая адаптер iPod для стерео системы. За счёт выделяющихся зеркал и стальных дисков удалось добавить адаптер iPod без изменения базовой цены автомобиля.

### 2010

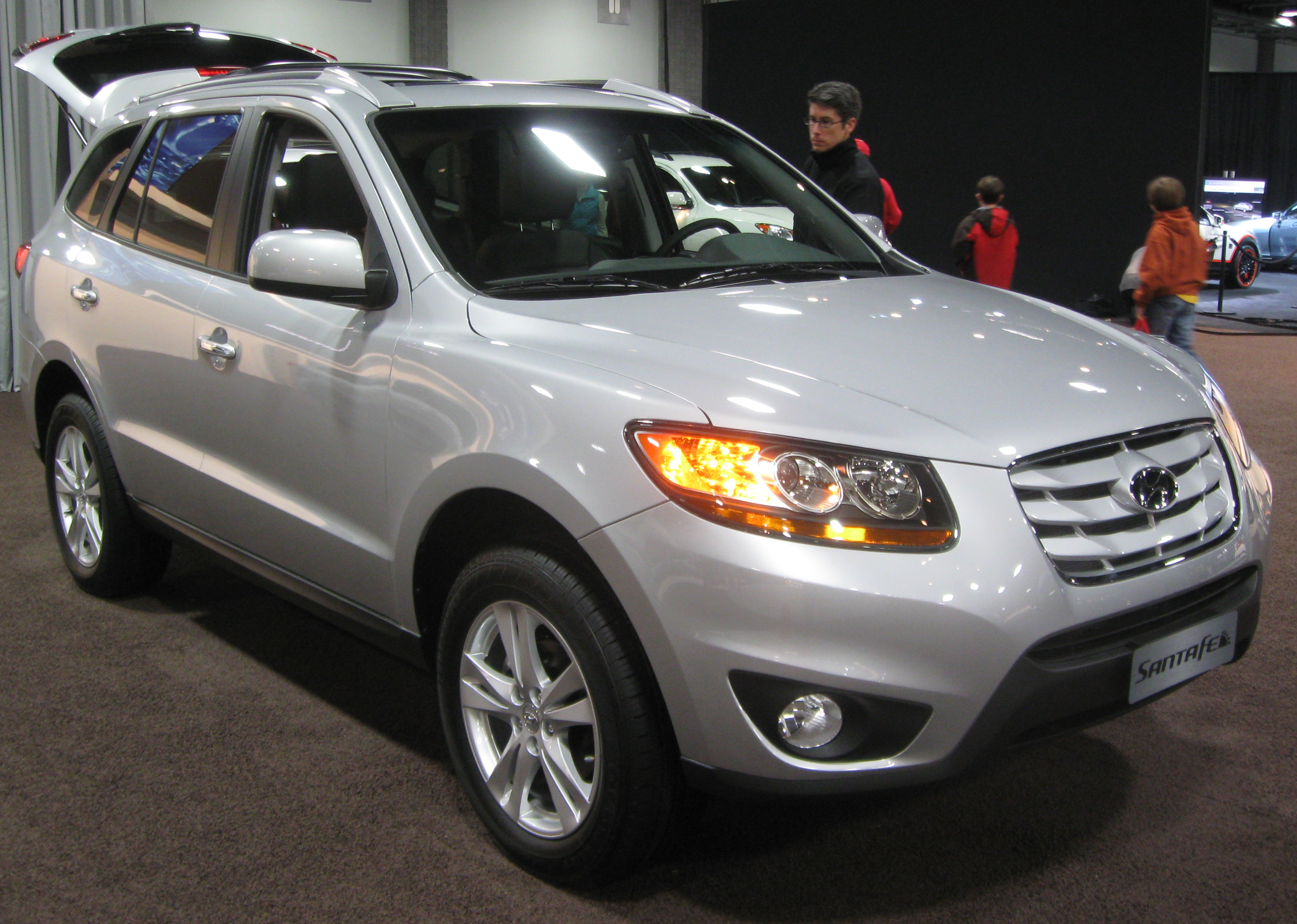
Hyundai Santa Fe 2010 года (США)

Дизайном модели 2010 года занимались в Германии. Решётка радиатора теперь включает в себя горизонтальные и вертикальные элементы сетки, в отличие от двух вертикальных решёток на предыдущих моделях, и в настоящее время цветных вместо чёрного. Новые задние габаритные огни включают все красные задние фонари с дорогим хромированием, а новые 5-спицевые литые колёса заменили 5 и 6-спицевые, устанавливавшиеся ранее. Все автомобили Santa Fe теперь включают стандартно беспроводную гарнитуру Bluetooth, кнопки управления аудиосистемой на руле, новую тёмную отделку салона деревом и металлический декоративный руль. Приборы получили новый шрифт и дизайн подсветки. Также доступен новый сенсорный экран навигационной системы с задней резервной камерой.
Изменения ходовой части включают в себя шестиступенчатую механическую коробку передач и как замена ей шестиступенчатую автоматическую трансмиссию в отличие от четырёх- и пятиступенчатых вариантов трансмиссии устанавливаемых ранее. Двигатели 2,4 литра с четырьмя цилиндрами и 3,5 литровый V6, который устанавливается также на Kia Sorento. Оба позволили получить большую мощность и меньший расход топлива чем у предыдущих моделей. Продажи начались в начале января 2010 года.

### Рестайлинг 2010 и фейслифтинг 2012
Добавлена кнопка подогрева руля. Добавлена система связи с мобильным устройством Hyundai Blue Link (в ряде комплектаций). Изменена решётка радиатора, поменялся вид противотуманных фар и задних фонарей. С 2010 года перестали ставить на рейлинги штатные поперечины.
По сравнению с «дорейсталинговой» версией, то есть до января 2011 года, длина увеличилась на несколько сантиметров, с заднего бампера убрали накладку. Спереди и сзади под бампером появились «накладки» серебристого цвета. Также перестали ставить двигатели 2,7 V6, начали ставить 2,4 Theta II, а также новые магнитолы.
В 2012 году на крышке багажника появилась хромированная накладка.

### Безопасность
| Euro NCAP                                                          | Euro NCAP | Euro NCAP | Euro NCAP |
| ------------------------------------------------------------------ | --------- | --------- | --------- |
| Рейтинги                                                           | Пассажир  |           | 29        |
| Рейтинги                                                           | Ребёнок   |           | 36        |
| Рейтинги                                                           | Пешеход   |           | 0         |
| Протестированная модель: Hyundai Santa-Fe 2,2 CRDi GLS, LHD (2006) |           |           |           |

| NHTSA                                            | NHTSA                                                                    | NHTSA                                                                    |
| ------------------------------------------------ | ------------------------------------------------------------------------ | ------------------------------------------------------------------------ |
| Фронтальный удар                                 |                                                                          |                                                                          |
| Водитель:                                        | 4 из 5 звёзд · 4 из 5 звёзд · 4 из 5 звёзд · 4 из 5 звёзд · 4 из 5 звёзд | 4 из 5 звёзд · 4 из 5 звёзд · 4 из 5 звёзд · 4 из 5 звёзд · 4 из 5 звёзд |
| Пассажир:                                        | 4 из 5 звёзд · 4 из 5 звёзд · 4 из 5 звёзд · 4 из 5 звёзд · 4 из 5 звёзд | 4 из 5 звёзд · 4 из 5 звёзд · 4 из 5 звёзд · 4 из 5 звёзд · 4 из 5 звёзд |
| Боковой удар                                     |                                                                          |                                                                          |
| Водитель:                                        | 5 из 5 звёзд · 5 из 5 звёзд · 5 из 5 звёзд · 5 из 5 звёзд · 5 из 5 звёзд | 5 из 5 звёзд · 5 из 5 звёзд · 5 из 5 звёзд · 5 из 5 звёзд · 5 из 5 звёзд |
| Пассажир (второй ряд):                           | 4 из 5 звёзд · 4 из 5 звёзд · 4 из 5 звёзд · 4 из 5 звёзд · 4 из 5 звёзд | 4 из 5 звёзд · 4 из 5 звёзд · 4 из 5 звёзд · 4 из 5 звёзд · 4 из 5 звёзд |
| Тест на переворот                                |                                                                          |                                                                          |
| Передний привод:                                 | 3 из 5 звёзд · 3 из 5 звёзд · 3 из 5 звёзд · 3 из 5 звёзд · 3 из 5 звёзд | 22 %                                                                     |
| Полный привод:                                   | 3 из 5 звёзд · 3 из 5 звёзд · 3 из 5 звёзд · 3 из 5 звёзд · 3 из 5 звёзд | 20 %                                                                     |
| Протестированная модель: Hyundai Santa Fe (2006) |                                                                          |                                                                          |

| ANCAP                                            |                    |       |
| · 29,34 · общий рейтинг                          |                    |       |
| Рейтинги                                         | Фронтальный удар   | 12,34 |
| Рейтинги                                         | Боковой удар       | 16    |
| Рейтинги                                         | Столб              | 1     |
| Рейтинги                                         | Ремни безопасности | 0     |
| Протестированная модель: Hyundai Santa Fe (2006) |                    |       |

### Альтернативные двигатели
Существует Hyundai Sante Fe Blue гибрид, который питается от бензинового двигателя и приводится в движение электромотором мощностью 30 кВт. Гибридная Santa Fe Blue использует литий-полимерный аккумулятор напряжением 270 В.

## Третье поколение

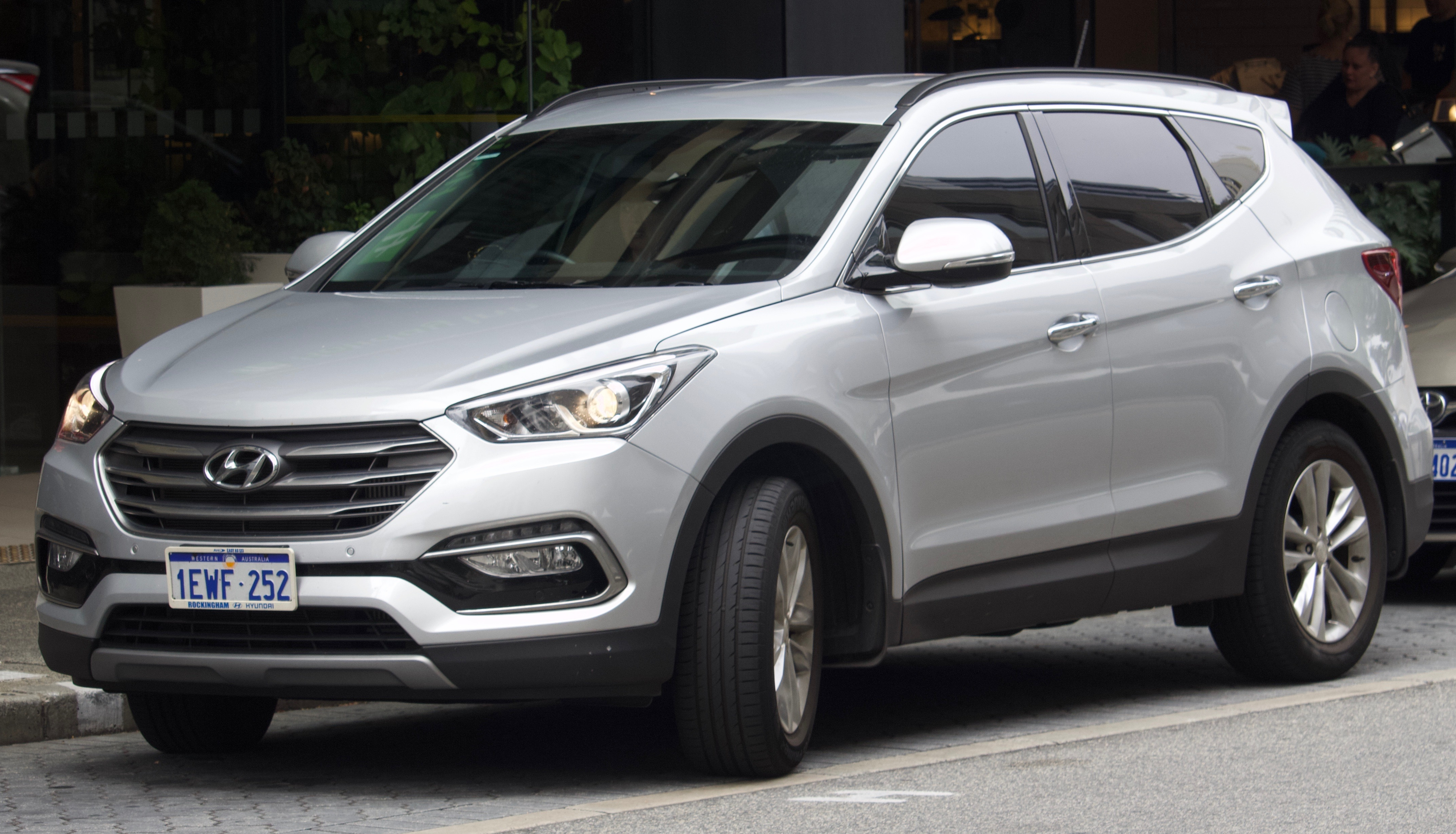
Рестайлинг 2015 года

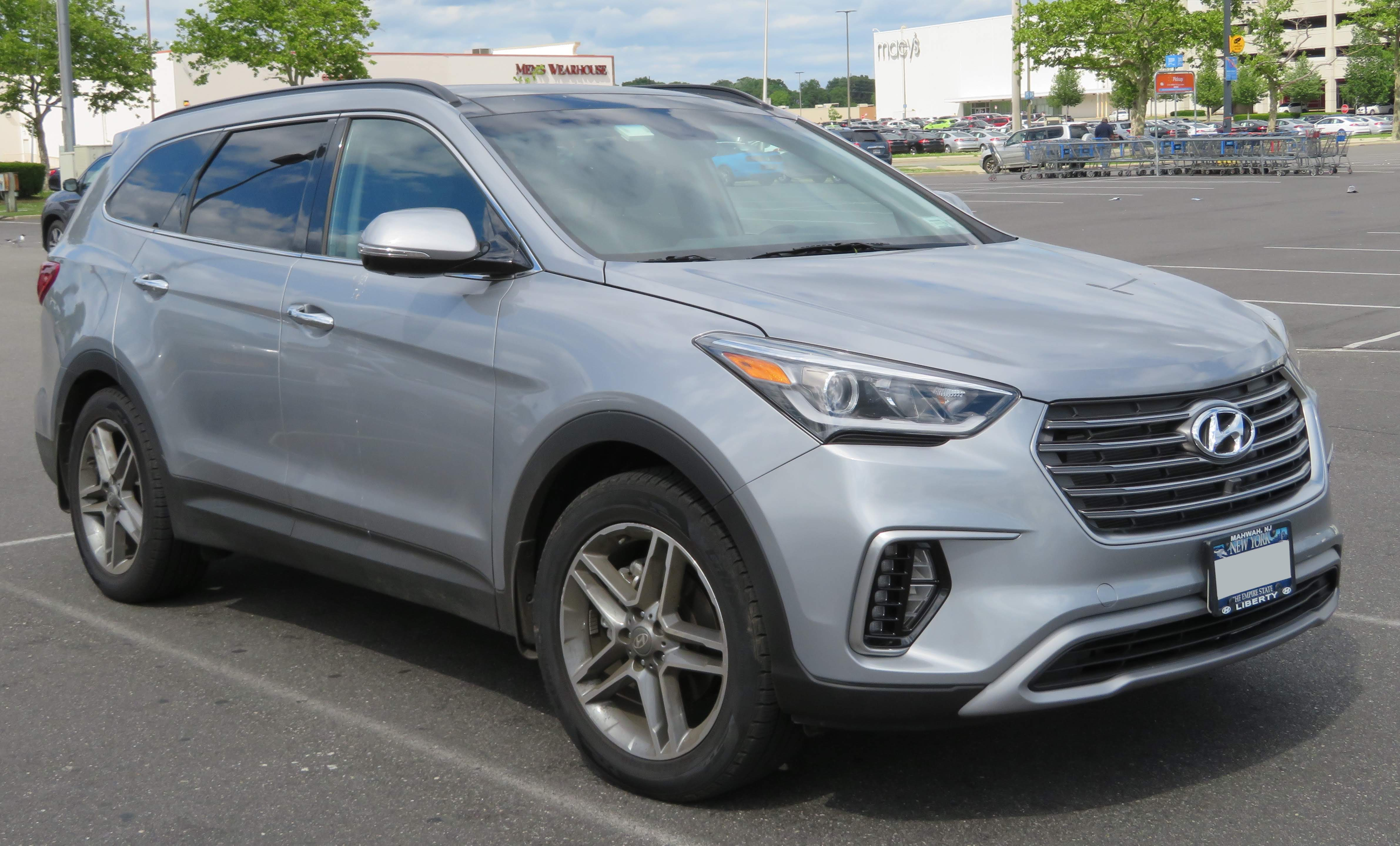
Рестайлинг 2017 года

На автошоу в Нью-Йорке 2012 году было показано 3-е поколение кроссовера.
Доступно 2 варианта:
- 5-местный Santa Fe Sport, двигатели 2,4 л и 2,0 л турбированный
- 7-местный Santa Fe с увеличенной колёсной базой (заменит ix55), двигатель 3,3 л.

В продажу автомобили поступили к середине 2012 года.

### Безопасность
Автомобиль прошёл тест Euro NCAP в 2012 году:
| Euro NCAP                                                                          | Euro NCAP | Euro NCAP | Euro NCAP             |
| ---------------------------------------------------------------------------------- | --------- | --------- | --------------------- |
| · общий рейтинг                                                                    |           |           |                       |
| 96%                                                                                | 89%       | 71%       | 86%                   |
| взрослый пассажир                                                                  | ребёнок   | пешеход   | активная безопасность |
| Протестированная модель: Hyundai Santa Fe 2,2 дизель 5-мест. «Comfort», LHD (2012) |           |           |                       |

## Четвертое поколение

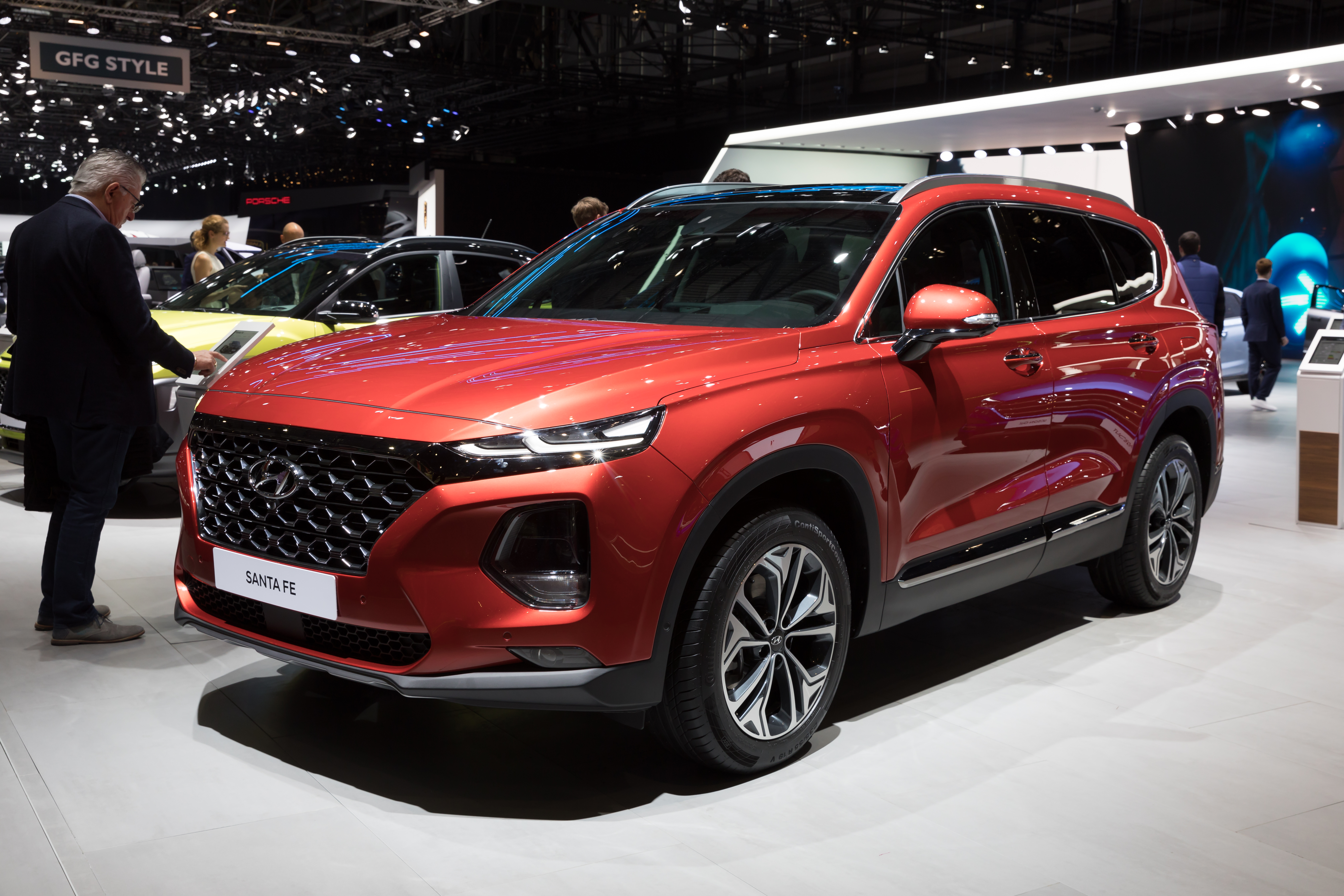
Hyundai Santa Fe 2018 года

Впервые показан в 2018 году в феврале в Южной Корее в городе Коян. Новый Santa Fe стал на 80 мм длиннее и на 10 мм шире, а колёсная база — выше на 65 мм. 
Два варианта исполнения:
- Базовый – Theta-II 2.4GDI объёмом 2,4 литра с 188 л. с.
- Дизельный — R2.2 CRDi VGT объёмом 2,2 литра с 200 л. с.

Дизельная версия оснащается 8-ступенчатым автоматом, а бензиновая 6-ступенчатым автоматом также, появилась новая система полного привода HTRAC. Кроссовер, как и прежде, имеет постоянный передний привод, а муфта подключения задних колёс теперь полностью электрическая. Добавлен электроусилитель руля, расположенный на реечном механизме. Автомобиль получил первую в мире систему, которая напомнит водителю при покидании салона о «забытых» пассажирах на заднем сиденье.
Местами производства машины по-прежнему являются южнокорейский Ульсан, российский Калининград и североамериканский город Уэст-Поинт в штате Джорджия.

### Безопасность
Автомобиль прошёл тест Euro NCAP в 2018 году:
| Euro NCAP                                                     | Euro NCAP | Euro NCAP | Euro NCAP             |
| ------------------------------------------------------------- | --------- | --------- | --------------------- |
| · общий рейтинг                                               |           |           |                       |
| 94%                                                           | 88%       | 67%       | 76%                   |
| взрослый пассажир                                             | ребёнок   | пешеход   | активная безопасность |
| Протестированная модель: Hyundai Santa Fe 2.2CRDi, LHD (2018) |           |           |                       |

## Пятое поколение (Mx5)

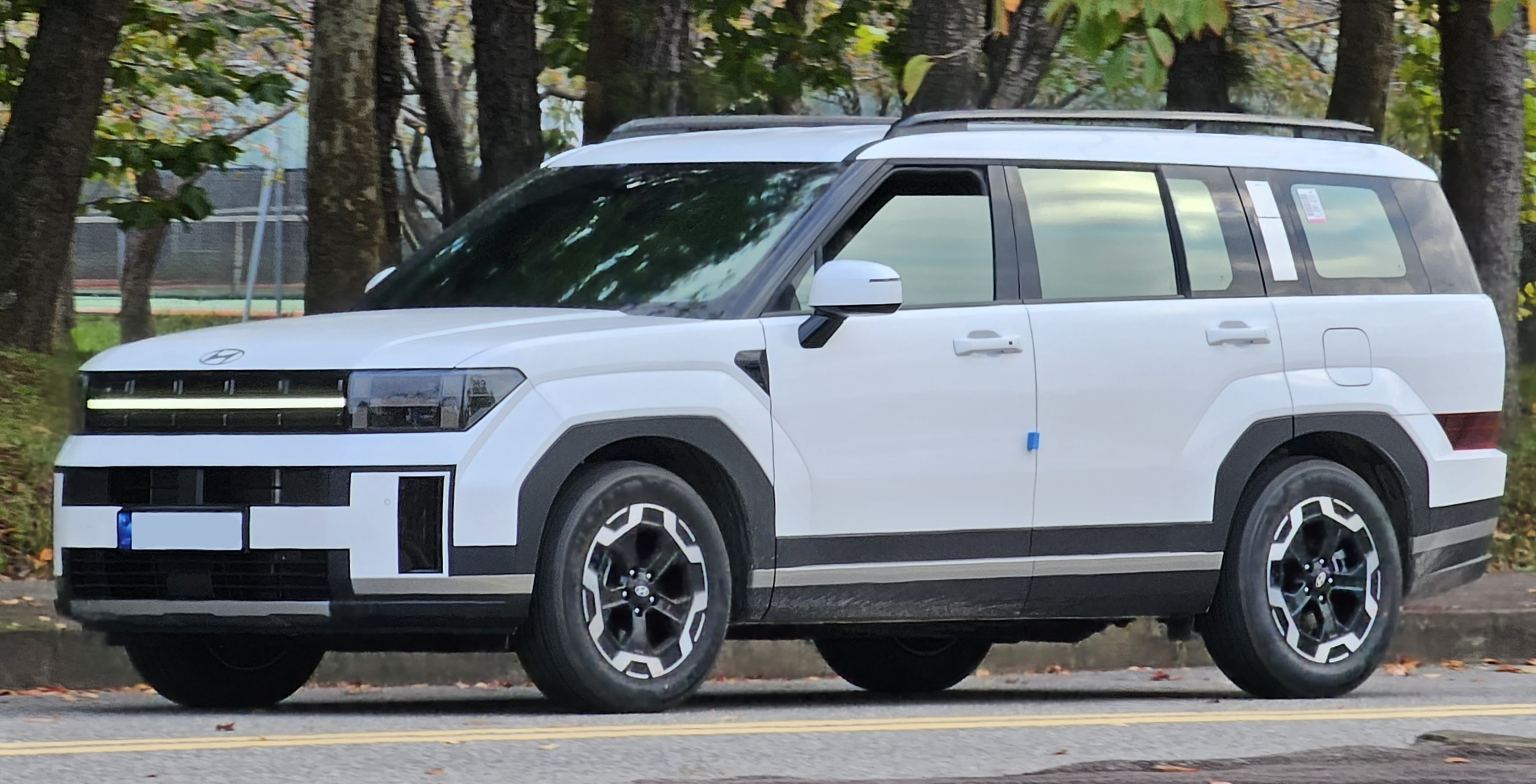
Hyundai Santa Fe 2023 года
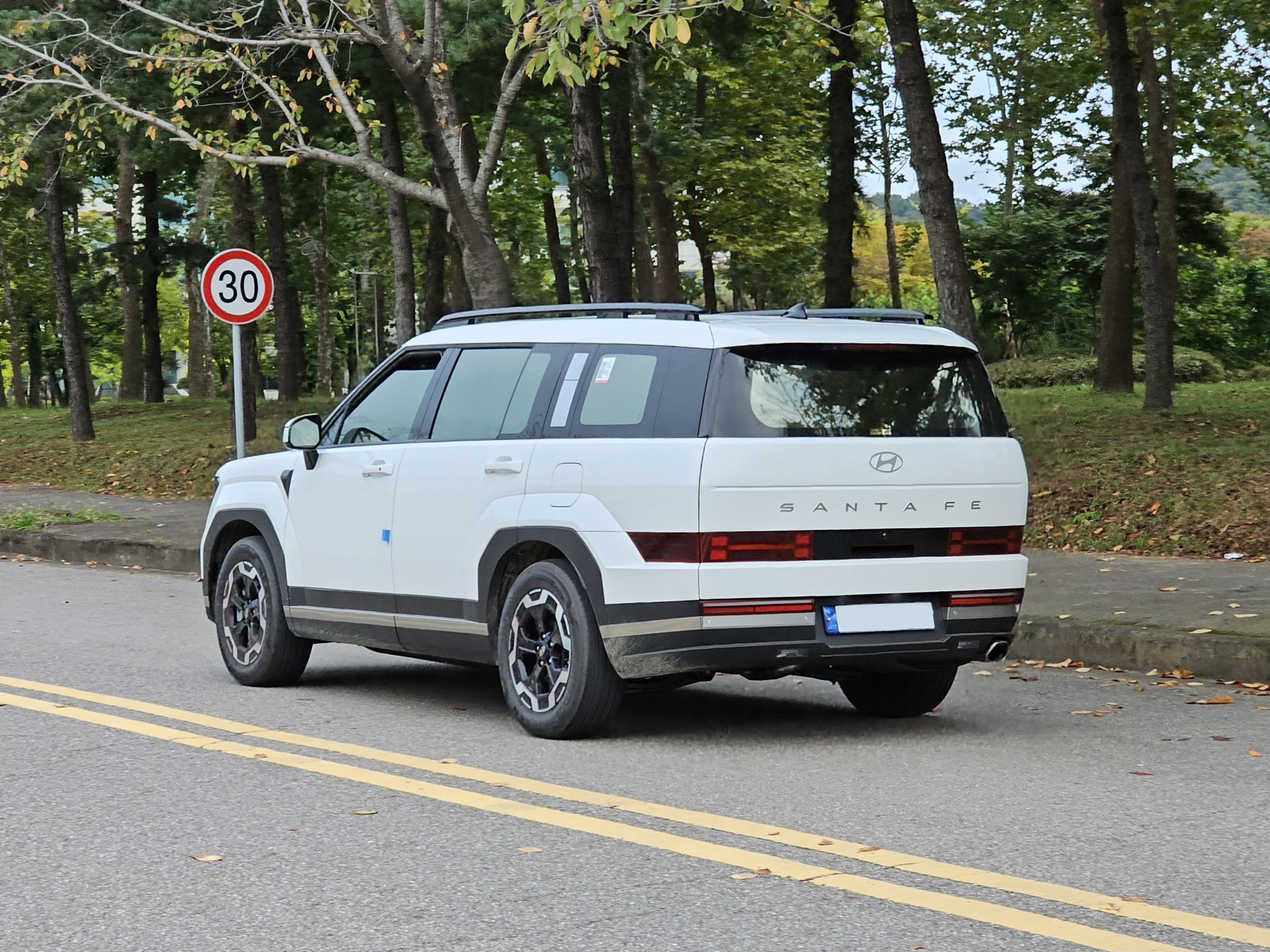
Вид сзади
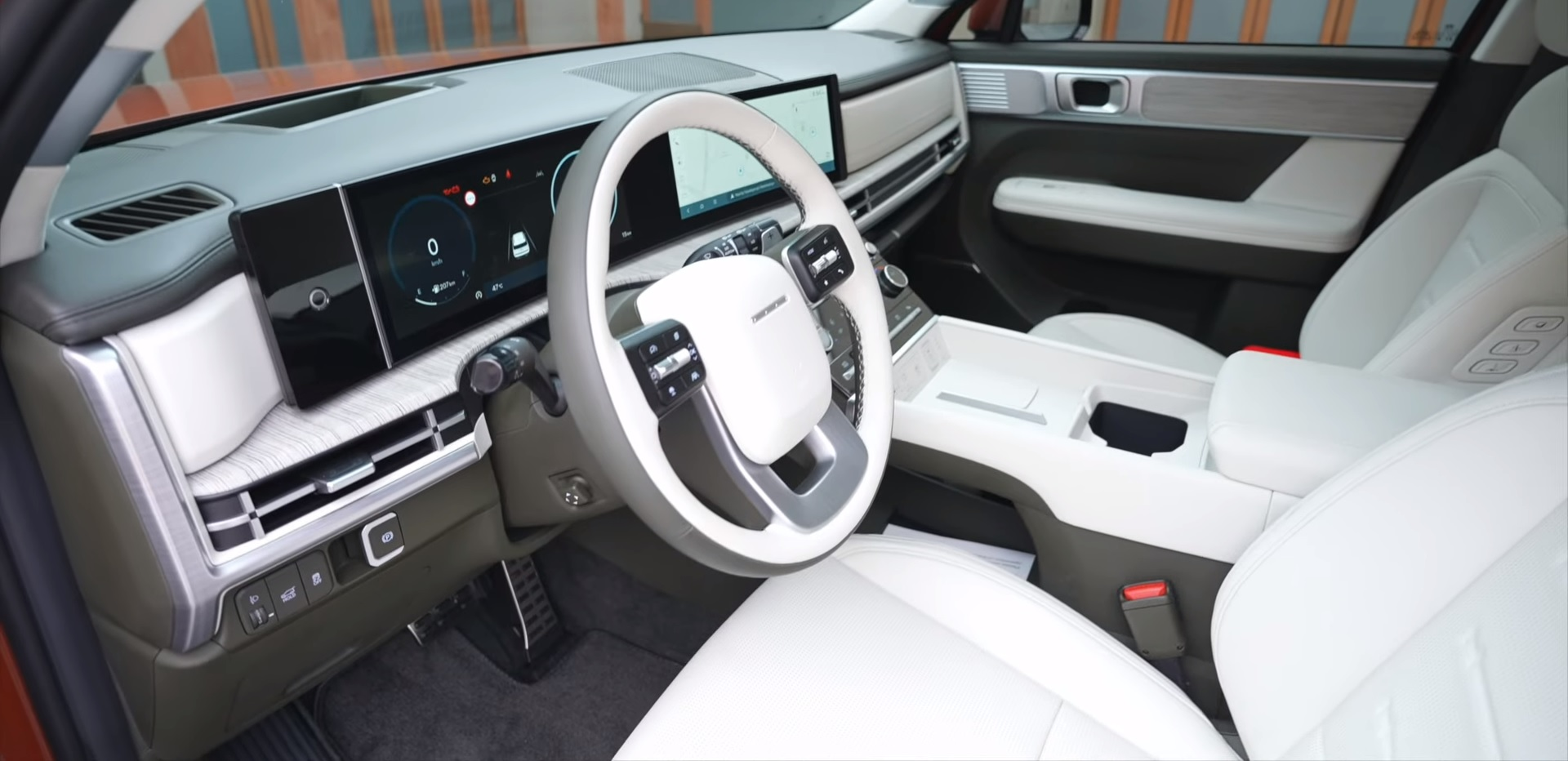
Интерьер

Hyundai Santa Fe пятого поколения был анонсирован 17 июля 2023 года, а полная презентация состоялась 10 августа 2023 года.
Hyundai переместила рычаг переключения передач на рулевую колонку, что позволяет разместить на центральной консоли две подставки для зарядки беспроводных телефонов и пару подстаканников. Новинкой также является панорамный изогнутый дисплей, который объединяет 12,3-дюймовую цифровую приборную панель и информационно-развлекательную систему на одном изогнутом экране.
Архитектура Santa Fe предыдущего поколения и основные компоненты подвески сохранены в этом поколении, хотя система охлаждения, трение компонентов и другие параметры были пересмотрены. Доступные варианты силовых агрегатов включают 2,5-литровый бензиновый двигатель, 2,5-литровый бензиновый двигатель с турбонаддувом, 1,6-литровый гибридный двигатель с турбонаддувом и 1,6-литровый подключаемый гибрид с турбонаддувом. Вариант дизельного двигателя недоступен для этого поколения, как и бензиновый двигатель V6, который ранее предлагался на таких рынках, как Австралия.
На рынке России не представлен, однако, с весны 2024 года официально продаётся в Казахстане по ценам от 19 390 000 тенге (4 млн рублей).

## Галерея

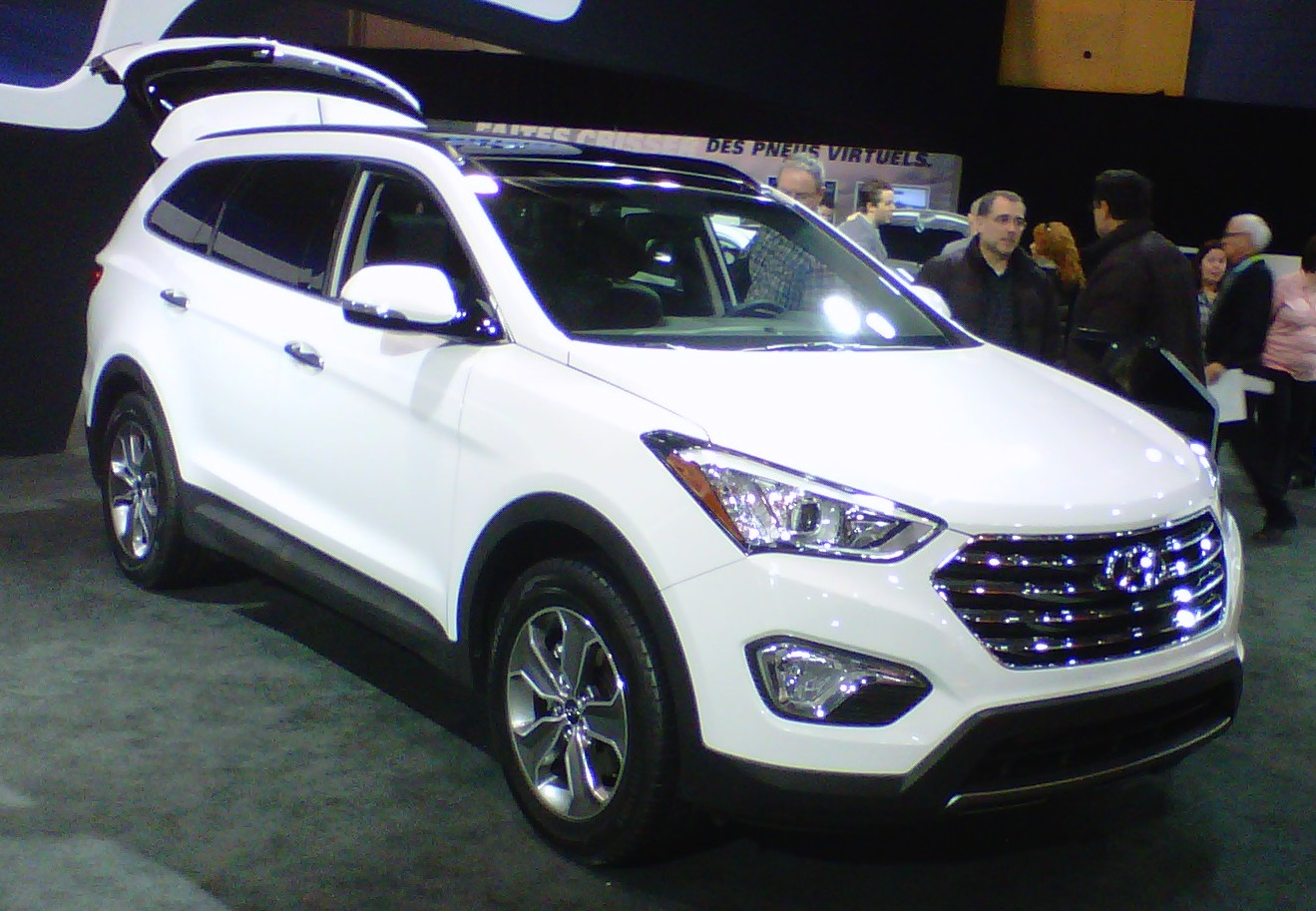
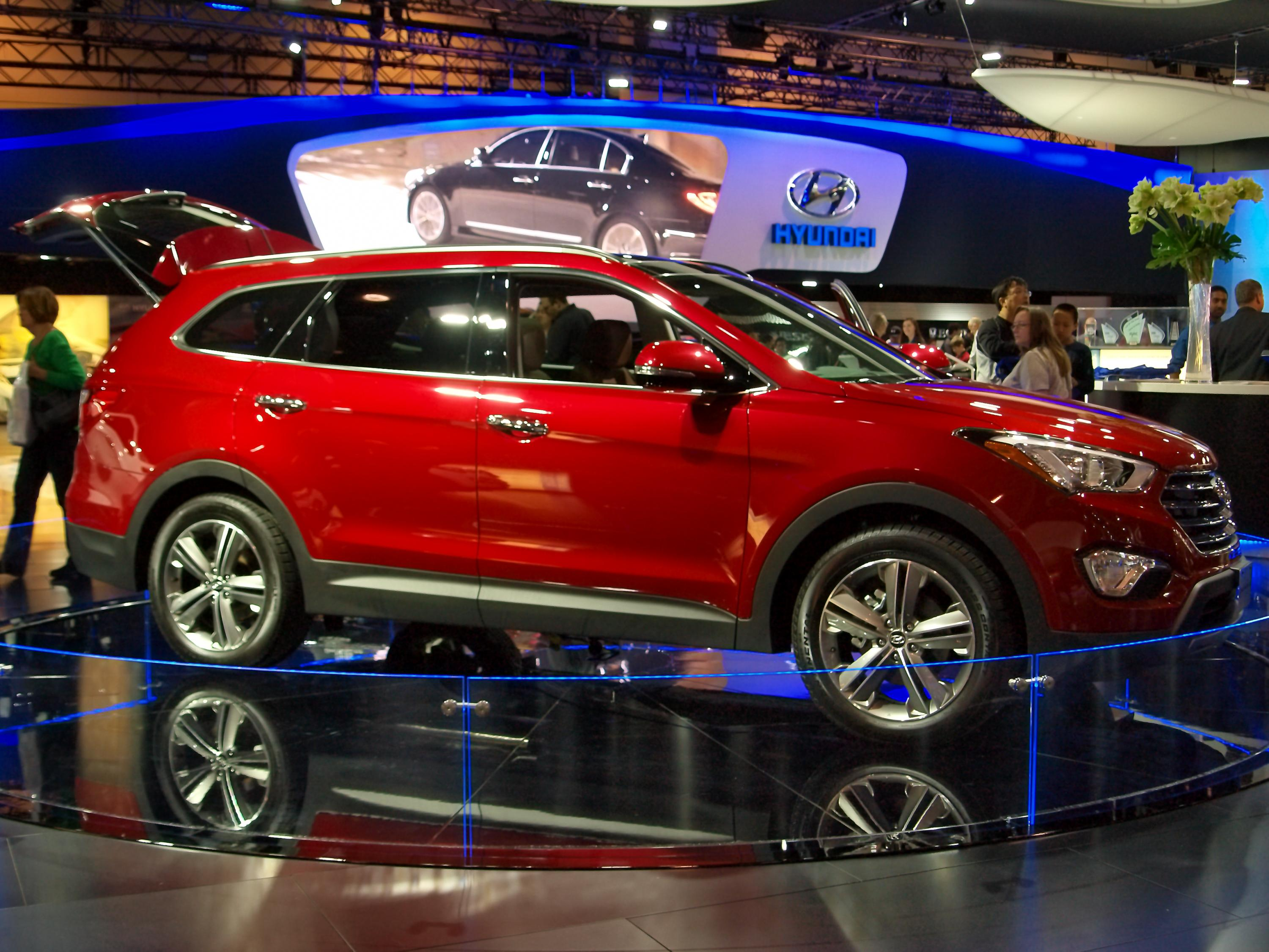
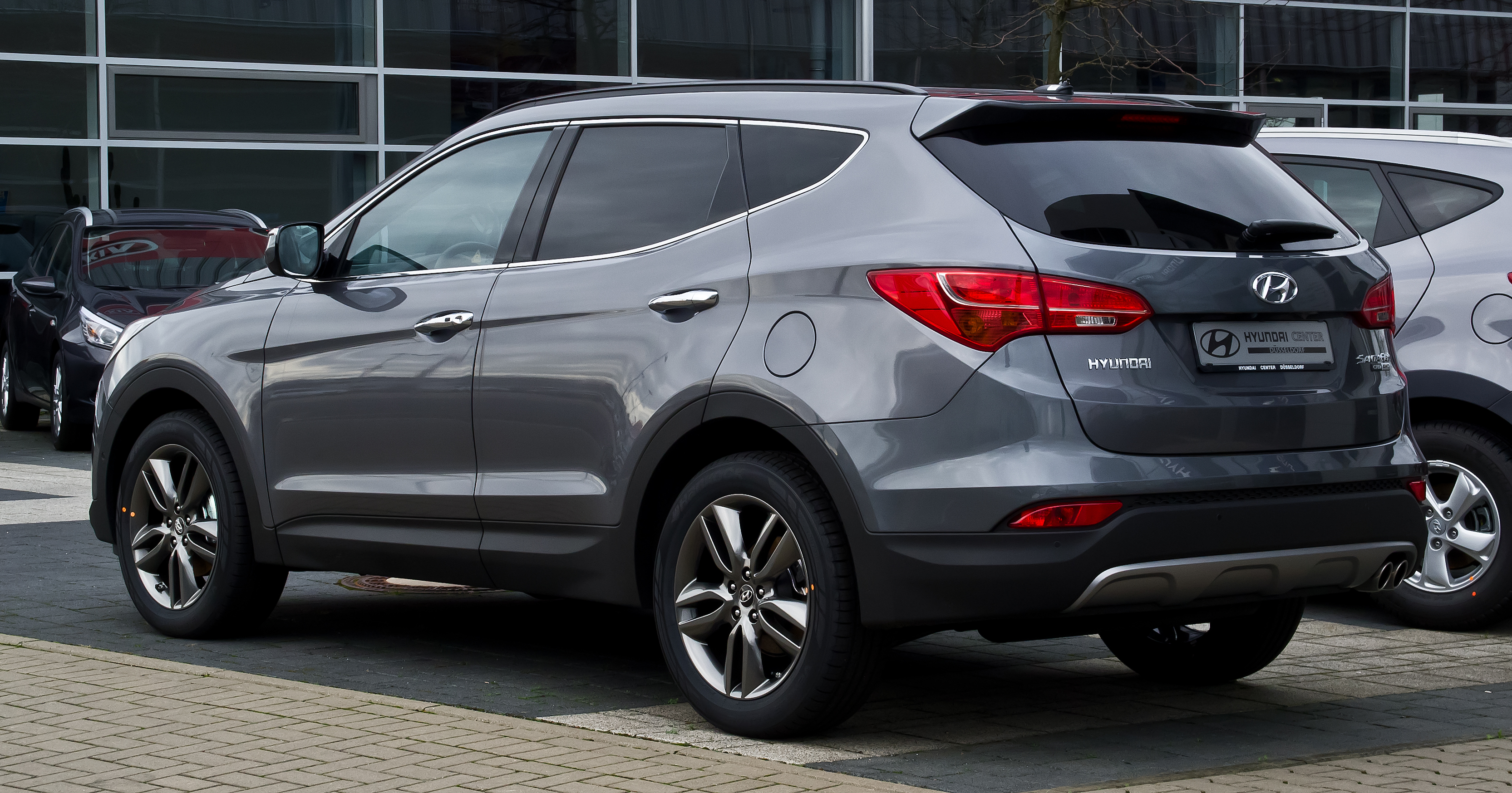
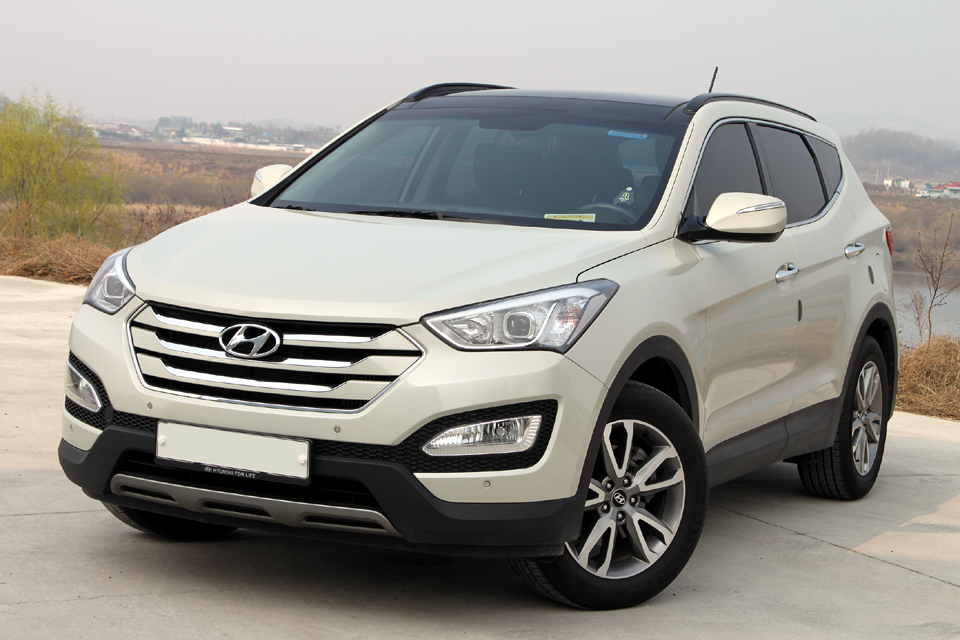
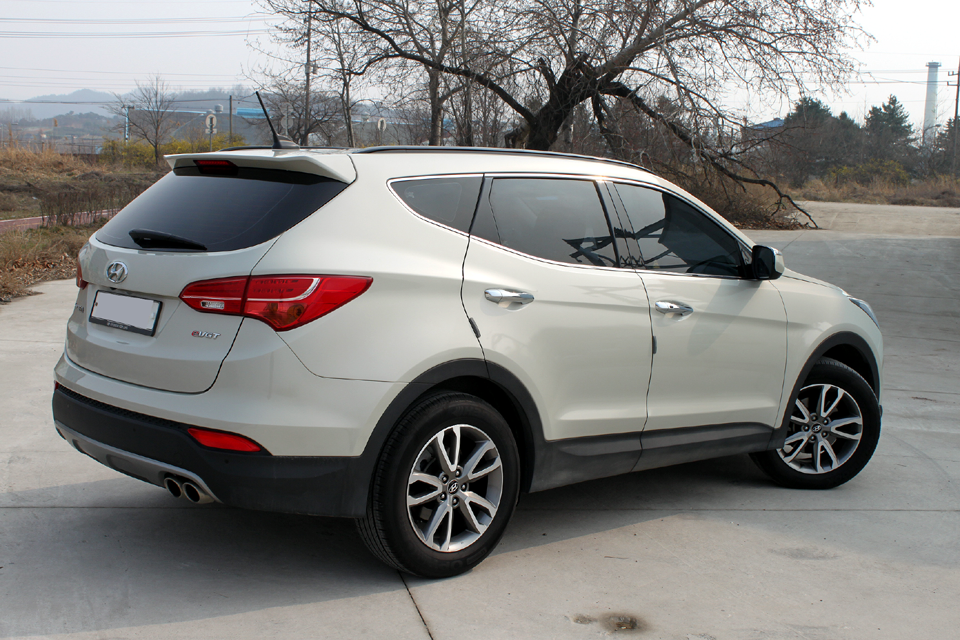

## Награды за безопасность
Santa Fe 2-го поколения получил награду «Top Safety Pick» по мнению IIHS, получил максимальные 5 звезд безопасности по рейтингу NHTSA, а также 4 звезды безопасности по программе Australasian New Car Assessment Program (ANCAP).
Hyundai Santa Fe 2-го поколения был первым в списке «20 автомобилей с самой дешевой страховкой 2009 года» по мнению сайта Insure.com.
В январе 2013 года автомобиль был признан организацией Euro NCAP самым безопасным кроссовером.